# Шарипова, Ирина
Ирина Шарипова (род. 7 февраля 1992, Бухара, Узбекистан) — российская топ-модель. «Мисс Татарстан» 2010, первая «вице-мисс Россия» 2010, представлявшая Россию на конкурсе «Мисс Мира 2010».

## Биография
Родилась в 1992 году в Узбекистане, отец — узбек (Ирина его не знает), мать имеет русские, украинские и татарские корни. Её мать также была моделью, получала звания «Мисс Бухара» (1989) и «Вице-мисс Узбекистан» (1990). В 7 лет переехала жить к бабушке в Татарстан, там окончила школу, и поступила в Казанский технологический университет на специальность дизайнера. В 2010 году прошла кастинг на конкурс «Мисс Татарстан», который впоследствии выиграла. В этом же году отправилась на конкурс «Мисс Россия», и стала на нем вице-мисс, по решению организаторов конкурса, была отправлена представлять Россию на конкурс «Мисс Мира 2010», проходивший в Китае, вошла в топ-25 красивейших моделей.
На международном подиуме дебютировала в 2012 году, в 2013 году появилась на обложке журнала Marie Claire. В сентябре 2014 года на неделе моды в Милане открыла показ Dolce & Gabbana.
В различное время принимала участие в показах: Akris, Billy Reid, Cedric Charlier, Chanel, Dsquared2, Dolce & Gabbana, Ermanno Scervino, Giorgio Armani, Givenchy, Holmes & Yang, Jeremy Scott, Kenzo, Mara Hoffman, Marc Jacobs, Nicholas K, Nina Ricci, Oscar de la Renta, Pamela Rolland, Philipp Plein, Rag & Bone, Ralph Lauren, Sonia Rykiel, TopShop, Tory Burch, Valentin Yudashkin, Versace, Vivienne Westwood и других.
В 2014 году была приглашена на итоговый показ компании Victoria’s Secret.